# Freisasse
Freisasse ist ein Begriff der vormodernen Sozialordnung, der teilweise synonym mit dem ebenfalls nicht einheitlich verwendeten Begriff Freibauer verwendet wird, teilweise aber auch von ihm abgegrenzt. Er bezeichnet den Besitzer eines landwirtschaftlichen Guts – eines Freihofs, der frei von Pflichten für die örtliche Grundherrschaft ist. 
Freisassen sind in St. Gallen im 16. und 17. Jahrhundert Teil der städtischen Bevölkerung (Freisässen). Der Begriff ist allerdings „durchaus schillernd“ und wurde regional und epochal unterschiedlich verwendet. Er ist für die Zeit ab dem Spätmittelalter bis in die Frühe Neuzeit in Oberdeutschland belegt und bezeichnet etwa im Hochstift Salzburg „Freistifter“, also Eigenleute des Hochstifts.
Der Übersetzer Erwin Magnus wählte die Bezeichnung Der Freisasse 1936 für den Titel des Romans Sjálfstætt fólk von Halldór Laxness, der inzwischen unter Sein eigener Herr bekannt ist.